# Königsgarten (Wyk auf Föhr)

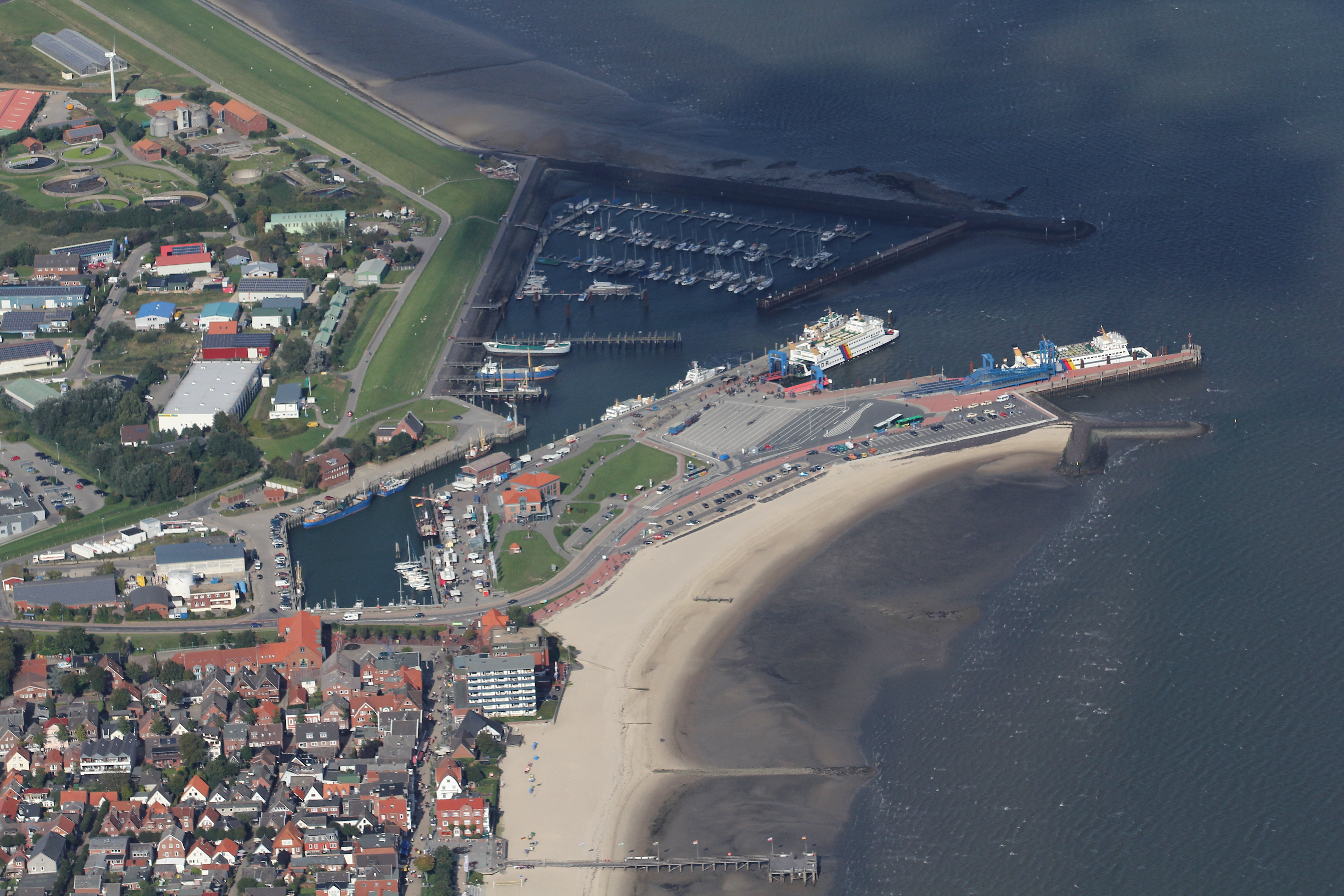
Der Königsgarten befand sich westlich des Binnenhafens und nördlich der Hafenstraße in Wyk auf Föhr

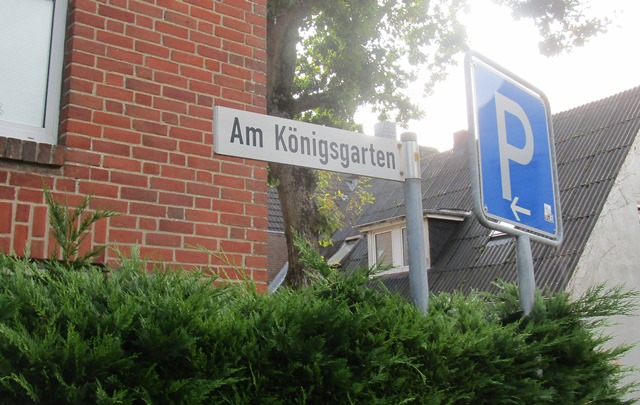
Heute erinnert noch ein Straßenname an den früheren Königsgarten

Der Königsgarten ist ein früherer Landschaftspark am Rande des Ortes Wyk auf Föhr. 
Im Jahr 1843 wurden im Auftrag  von Caroline Amalie, der Ehefrau des dänischen Königs Christian VIII., durch die Königliche Particulair-Kammer in Kopenhagen Grundstücke um das frühere Spülbassin am Wyker Hafen aufgekauft mit dem Ziel, hier einen öffentlichen Park im Sinne eines Volksgartens zum Lustwandeln einzurichten. Bereits im Herbst 1843 wurden die ersten Pflanzungen mit u. a. Esskastanien durchgeführt.
Der Park war relativ tief gelegen, was auf eine Weihnachtsflut 1717 zurückgeführt werden kann, die hier die Deichlinie durchbrochen hatte und das dahinterliegende Erdreich ausgehöhlt und weggeschwemmt hatte. Die so entstandene Wehle wurde seit 1806 als Spülbassin genutzt, das über eine Schleuse mit dem angrenzenden Hafen in Verbindung stand und so bei Ebbe dazu genutzt werden konnte, den Hafen vom angesammelten Meeresschlamm bzw. der Hafenverschlickung zu reinigen. Diese Wehle wurde nach 1843 als Teich zentrales Landschaftselement des neu angelegten Gartens. Der Park bekam gleich der in Kopenhagen befindlichen Grünanlage Kongens Have den Namen Königsgarten. Es war auch der Königsgarten, in dem der König Christian VIII. mit seinem Stab bei seinen Besuchen auf der Insel Föhr sein Hoflager unter einem Strohdach abhielt. Unweit des Gartens befand sich das Königshaus, das als Sommerresidenz für Christian VIII. diente und später abbrannte.
Als nach dem Tod König Christians VIII. 1848 der Königsgarten verkauft werden sollte, bemühte sich der Flecken Wyk um den Erwerb und bekam schließlich auch den Zuschlag. Ein entsprechender Kaufvertrag zwischen dem Flecken und der königlichen Particulair-Kammer wurde am 9. September 1853 abgeschlossen. In einem Zusatz wurde als Bedingung formuliert, dass der Park „für immer (...) zum Nutzen des Publicums aus der Fleckenscasse zu unterhalten“ sei und „niemals zu anderen Zwecken verwendet werden“ dürfe. Eine entsprechende Urkunde wurde auf Schloss Christiansborg ausgestellt und mit dem Siegel des neuen Königs Frederik VII. versehen. Entsprechend der Vertragsbedingungen blieb der Park auch nach dem Deutsch-Dänischen Krieg und der Übergabe Wyks an Preußen als öffentlicher Park erhalten. Erst unmittelbar nach dem Zweiten Weltkrieg wurden aufgrund des Mangels an Brennmaterial die Bäume des Königsgartens gefällt. 1965 wurde der Teich des Königsgartens mit Bauschutt gefüllt. Heute ist der ehemalige Königsgarten Teil eines Gewerbegebietes. Allein der Straßenname Am Königsgarten erinnert heute noch an die frühere Parkanlage.